# Vallée de Hinterau
La vallée de Hinterau est une vallée du massif des Karwendel, à travers laquelle coule l'Isar depuis sa source.
La vallée de Hinterau va de Scharnitz dans l'extrémité orientale de la vallée, le Rossloch, sur une longueur de 14 km. À partir de Scharnitz, la vallée est délimitée au nord sur quelques kilomètres par le chaînon septentrional des Karwendel, elle est ensuite interrompue par la Karwendeltal, la vallée où coule la Karwendelbach ainsi qu'à l'est par le chaînon de Hinterautal-Vomper. La limite méridionale est formée par le chaînon Gleirsch-Halltal.
À l'ouest, entre le Scharnitzer Alm et l'embouchure de la Gleirschbach, la vallée est fortement marquée par l'Isar. Par la suite, la vallée se prolonge avec un petit terrain plat.